# Live in London - At The Royal Albert Hall
At The Royal Albert Hall: Live in London, ou simplesmente Live in London, é quinto álbum ao vivo e sexto no geral da dupla Jorge & Mateus, lançado em 18 de novembro de 2013. Premiado com Disco de Ouro. Foi gravado no Royal Albert Hall em Londres. O show durou duas horas. O repertório contou com 32 músicas. Além de sucessos como "Pode Chorar", "Traz Ela de Volta Pra Mim", "Fogueira", "Onde Haja Sol", "Querendo Te Amar", "Voa Beija Flor", "De Tanto Te Querer", "Amo Noite e Dia" "Seu Astral" a dupla ainda regravou "Amor Pra Recomeçar" , do músico Frejat. O show foi encerrado com um bis de "Flor".

## Faixas

### CD
| N.º | Título                           | Duração |  |
| 1.  | "Amo Noite e Dia"                | 3:51    |  |
| 2.  | "Flor"                           | 3:19    |  |
| 3.  | "Seu Astral"                     | 3:15    |  |
| 4.  | "Querendo Te Amar"               | 3:05    |  |
| 5.  | "Fogueira / Prisão Sem Grade"    | 7:07    |  |
| 6.  | "De Tanto Te Querer"             | 2:56    |  |
| 7.  | "Enquanto Houver Razões"         | 3:13    |  |
| 8.  | "O Que É Que Tem"                | 3:35    |  |
| 9.  | "Um Dia Eu Te Levo Comigo"       | 3:23    |  |
| 10. | "Por Quê?"                       | 2:50    |  |
| 11. | "Aí Já Era"                      | 4:07    |  |
| 12. | "A Hora É Agora"                 | 5:24    |  |
| 13. | "Amor Pra Recomeçar"             | 3:30    |  |
| 14. | "Se Eu Chorar"                   | 2:41    |  |
| 15. | "O Mundo É Tão Pequeno"          | 3:11    |  |
| 16. | "Pra Ter o Seu Amor"             | 3:08    |  |
| 17. | "Duas Metades"                   | 3:51    |  |
| 18. | "Mil Anos"                       | 3:06    |  |
| 19. | "Onde Haja Sol"                  | 3:27    |  |
| 20. | "Eu Quero Só Você (Be with You)" | 3:16    |  |

### DVD
| N.º | Título                                                           | Duração |  |
| 1.  | "Amo Noite e Dia"                                                |         |  |
| 2.  | "Flor"                                                           |         |  |
| 3.  | "Seu Astral"                                                     |         |  |
| 4.  | "Querendo Te Amar"                                               |         |  |
| 5.  | "Fogueira / Prisão Sem Grade"                                    |         |  |
| 6.  | "De Tanto Te Querer"                                             |         |  |
| 7.  | "Enquanto Houver Razões"                                         |         |  |
| 8.  | "Amor Covarde"                                                   |         |  |
| 9.  | "O Que É Que Tem"                                                |         |  |
| 10. | "Voa Beija-Flor / Pode Chorar"                                   |         |  |
| 11. | "Vestígios"                                                      |         |  |
| 12. | "Um Dia Eu Te Levo Comigo"                                       |         |  |
| 13. | "Por Quê?"                                                       |         |  |
| 14. | "Aí Já Era"                                                      |         |  |
| 15. | "A Hora É Agora"                                                 |         |  |
| 16. | "Amor Pra Recomeçar"                                             |         |  |
| 17. | "Invasões"                                                       |         |  |
| 18. | "Se Eu Chorar"                                                   |         |  |
| 19. | "Mistérios / Tempo ao Tempo"                                     |         |  |
| 20. | "O Mundo É Tão Pequeno"                                          |         |  |
| 21. | "Pra Ter o Seu Amor"                                             |         |  |
| 22. | "Duas Metades"                                                   |         |  |
| 23. | "Traz Ela de Volta Pra Mim"                                      |         |  |
| 24. | "Mil Anos"                                                       |         |  |
| 25. | "A Gente Nem Ficou"                                              |         |  |
| 26. | "Onde Haja Sol"                                                  |         |  |
| 27. | "Chove, Chove"                                                   |         |  |
| 28. | "Eu Quero Só Você (Be with You) / A Hora É Agora (Encerramento)" |         |  |